# جون دودز
جون دودز (بالإنجليزية: John Dodds)‏ (10 يناير 1907 باسكتلندا في المملكة المتحدة - 1982) هو مدرب كرة قدم ولاعب كرة قدم بريطاني (وحمل سابقاً جنسية المملكة المتحدة لبريطانيا العظمى وأيرلندا) في مركز الهجوم، شارك في الألعاب الأولمبية الصيفية 1936. وشارك مع منتخب المملكة المتحدة الوطني لكرة القدم. أما مع النوادي، فقد لعب مع نادي كوينز بارك.

## وصلات خارجية
- جون دودز على موقع أوليمبيديا (الإنجليزية)